# Blaž Jarc
Blaž Jarc, slovenski kolesar, * 17. julij 1988, Novo mesto.
Jarc je nekdanji profesionalni kolesar, ki je tekmoval za ekipi Adria Mobil in Team NetApp med letoma 2007 in 2014. Leta 2005 je osvojil naslov slovenskega državnega prvaka med mladinci v cestni dirki, v letih 2009 in 2010 pa je osvojil naslov slovenskega državnega prvaka do 23 let v kronometru. Leta 2009 je zmagal tudi na državnem prvenstvu do 23 let v cestni dirki in na dirki prehitel tudi vse tekmovalce članske kategorije, toda uradno je šlo za ločeni dirki, zato je članski državni prvak postal Mitja Mahorič. V letih 2008, 2010 in 2011 je zmagal na Memorialu Nevio Valčić in je najuspešnejši kolesar v zgodovini dirke. Leta 2010 je osvojil dirko VN Avtomojster, leta 2011 Trofej Poreč, leta 2013 pa Grote Prijs Stad Zottegem. Leta 2014 je dosegel tretje mesto na članskem državnem prvenstvu v kronometru.